# Skiathlon femmes aux Jeux olympiques de 2014
Navigation
Vancouver 2010 Pyeongchang 2018
L'épreuve féminine de skiathlon aux Jeux olympiques d'hiver de 2014 a lieu le 8 février 2014 au complexe de ski de fond et de biathlon Laura. Elle a une longueur de 15 kilomètres : 17,5 kilomètres en style classique et 7,5 kilomètres en style libre. L'épreuve est remportée par la Norvégienne Marit Bjørgen devant la Suédoise Charlotte Kalla et une autre Norvégienne, Heidi Weng.

## Médaillés
| Or                  | Argent                | Bronze           |
| Marit Bjørgen (NOR) | Charlotte Kalla (SWE) | Heidi Weng (NOR) |

## Déroulement de la course
Au passage au 7,5 kilomètres, un groupe de 7 concurrentes se détache de leurs adversaires. Au changement de skis, la Polonaise Justyna Kowalczyk chute. Elle entraîne avec elle Kerttu Niskanen, et les deux filles comptent une petite dizaine de secondes de retard sur les cinq de devants. Le groupe leader, composé de trois Norvégiennes, est alors emmené par le dossard numéro 6 Charlotte Kalla. Au kilomètre 9,5, l'ordre a changé devant, c'est Therese Johaug qui mène les débats. Après avoir fait un gros effort pour essayer de revenir, Kowalczyk doit se résoudre à laisser partir les cinq premières, et doit se contenter d'une bataille pour la sixième place. Se sentant en difficulté, Aino-Kaisa Saarinen prend la tête du groupe au dixième kilomètre. Au point de passage du treizième kilomètre, le groupe de cinq compte toujours 27 secondes d'avance sur le tandem Kowalczyk-Niskanen. Dans l'avant-dernière montée du parcours, à 1,5 kilomètre de l'arrivée, Saarinen craque légèrement et reste a la dernière position du groupe leader. Therese Johaug a accéléré, immédiatement suivi par Marit Bjørgen. Quelques dizaines de mètres plus loin, Charlotte Kalla, ayant remarquée une petite baisse du rythme, attaque. Seule Marit Bjørgen, arrive à la suivre. Les deux concurrentes se détachent, et vont se jouer le titre olympique. En rentrant dans le stade, Bjørgen prend les devants, pour ne plus lâcher sa première place. Les deux filles passeront la ligne d'arrivée l'une derrière l'autre, en levant chacune les mains.

## Résultats
L'épreuve commence à 14 heures.
| Rang                                | Dossard | Athlète                     | Nationalité        | 7,5 km classique | Rang | Temps d'arrêt | 7,5 km libre  | Rang | Temps final   | Retard        |
| ----------------------------------- | ------- | --------------------------- | ------------------ | ---------------- | ---- | ------------- | ------------- | ---- | ------------- | ------------- |
| Médaille d'or, Jeux olympiques      | 2       | Marit Bjørgen               | Norvège            | 19 min 10 s 6    | 1    | 35 s 1        | 18 min 47 s 9 | 1    | 38 min 33 s 6 |               |
| Médaille d'argent, Jeux olympiques  | 6       | Charlotte Kalla             | Suède              | 19 min 11 s 6    | 3    | 33 s 5        | 18 min 50 s 3 | 2    | 38 min 35 s 4 | +1 s 8        |
| Médaille de bronze, Jeux olympiques | 4       | Heidi Weng                  | Norvège            | 19 min 12 s 0    | 4    | 33 s 7        | 19 min 01 s 1 | 4    | 38 min 46 s 8 | +13 s 2       |
| 4                                   | 1       | Therese Johaug              | Norvège            | 19 min 11 s 5    | 2    | 35 s 7        | 19 min 01 s 0 | 3    | 38 min 48 s 2 | +14 s 6       |
| 5                                   | 9       | Aino-Kaisa Saarinen         | Finlande           | 19 min 12 s 4    | 5    | 34 s 2        | 19 min 02 s 3 | 5    | 38 min 48 s 9 | +15 s 3       |
| 6                                   | 3       | Justyna Kowalczyk           | Pologne            | 19 min 12 s 9    | 6    | 39 s 6        | 19 min 37 s 2 | 10   | 39 min 29 s 7 | +56 s 1       |
| 7                                   | 5       | Kerttu Niskanen             | Finlande           | 19 min 17 s 4    | 7    | 32 s 0        | 19 min 45 s 9 | 14   | 39 min 35 s 3 | +1 min 01 s 7 |
| 8                                   | 15      | Jessica Diggins             | États-Unis         | 20 min 01 s 7    | 27   | 34 s 3        | 19 min 29 s 5 | 8    | 40 min 05 s 5 | +1 min 31 s 9 |
| 9                                   | 27      | Emma Wikén                  | Suède              | 19 min 48 s 5    | 14   | 33 s 8        | 19 min 44 s 9 | 13   | 40 min 07 s 2 | +1 min 33 s 6 |
| 10                                  | 13      | Masako Ishida               | Japon              | 19 min 24 s 4    | 8    | 34 s 3        | 20 min 09 s 6 | 27   | 40 min 08 s 3 | +1 min 34 s 7 |
| 11                                  | 14      | Eva Vrabcová-Nývltová       | République tchèque | 19 min 51 s 0    | 17   | 33 s 7        | 19 min 44 s 1 | 11   | 40 min 08 s 8 | +1 min 35 s 2 |
| 12                                  | 12      | Elizabeth Stephen           | États-Unis         | 20 min 14 s 7    | 31   | 32 s 7        | 19 min 22 s 2 | 7    | 40 min 09 s 6 | +1 min 36 s 0 |
| 13                                  | 7       | Krista Lähteenmäki          | Finlande           | 19 min 27 s 6    | 10   | 34 s 6        | 20 min 07 s 7 | 24   | 40 min 09 s 9 | +1 min 36 s 3 |
| 14                                  | 26      | Nicole Fessel               | Allemagne          | 19 min 24 s 8    | 9    | 37 s 3        | 20 min 09 s 3 | 26   | 40 min 11 s 4 | +1 min 37 s 8 |
| DSQ                                 | 8       | Yulia Tchekaleva            | Russie             | 19 min 50 s 6    | 16   | 36 s 4        | 19 min 44 s 6 | 12   | 40 min 11 s 6 | +1 min 38 s 0 |
| 16                                  | 29      | Marina Piller               | Italie             | 19 min 54 s 7    | 19   | 43 s 2        | 19 min 36 s 1 | 9    | 40 min 14 s 0 | +1 min 40 s 4 |
| 17                                  | 31      | Natalia Joukova             | Russie             | 19 min 48 s 2    | 13   | 35 s 1        | 19 min 52 s 2 | 15   | 40 min 15 s 5 | +1 min 41 s 9 |
| 18                                  | 20      | Aurore Jéan                 | France             | 19 min 55 s 2    | 20   | 34 s 6        | 19 min 57 s 3 | 16   | 40 min 27 s 1 | +1 min 53 s 5 |
| 19                                  | 37      | Barbara Jezeršek            | Slovénie           | 19 min 48 s 9    | 15   | 34 s 8        | 20 min 05 s 8 | 22   | 40 min 29 s 5 | +1 min 55 s 9 |
| 20                                  | 19      | Sara Lindborg               | Suède              | 19 min 56 s 1    | 21   | 34 s 7        | 20 min 01 s 6 | 19   | 40 min 32 s 4 | +1 min 58 s 8 |
| 21                                  | 33      | Célia Aymonier              | France             | 20 min 00 s 0    | 25   | 35 s 1        | 19 min 57 s 5 | 17   | 40 min 32 s 6 | +1 min 59 s 0 |
| 22                                  | 24      | Coraline Hugue              | France             | 20 min 41 s 1    | 45   | 34 s 5        | 19 min 17 s 5 | 6    | 40 min 33 s 1 | +1 min 59 s 5 |
| 23                                  | 11      | Kristin Størmer Steira      | Norvège            | 19 min 54 s 2    | 18   | 34 s 8        | 20 min 06 s 5 | 23   | 40 min 35 s 5 | +2 min 01 s 9 |
| 24                                  | 21      | Olga Kuziukova              | Russie             | 19 min 39 s 2    | 12   | 35 s 0        | 20 min 29 s 0 | 34   | 40 min 43 s 2 | +2 min 09 s 6 |
| 25                                  | 38      | Laura Orgué                 | Espagne            | 20 min 07 s 6    | 29   | 34 s 1        | 20 min 04 s 8 | 20   | 40 min 46 s 5 | +2 min 12 s 9 |
| 26                                  | 16      | Katrin Zeller               | Allemagne          | 19 min 57 s 6    | 23   | 35 s 4        | 20 min 16 s 7 | 29   | 40 min 49 s 7 | +2 min 16 s 1 |
| 27                                  | 30      | Valentina Shevchenko        | Ukraine            | 20 min 17 s 0    | 34   | 33 s 1        | 20 min 00 s 6 | 18   | 40 min 50 s 7 | +2 min 17 s 1 |
| 28                                  | 25      | Irina Khazova               | Russie             | 20 min 04 s 9    | 28   | 38 s 9        | 20 min 16 s 5 | 28   | 41 min 00 s 3 | +2 min 26 s 7 |
| 29                                  | 41      | Paulina Maciuszek           | Pologne            | 20 min 15 s 0    | 32   | 36 s 4        | 20 min 09 s 2 | 25   | 41 min 00 s 6 | +2 min 27 s 0 |
| 30                                  | 32      | Debora Agreiter             | Italie             | 20 min 25 s 4    | 40   | 34 s 5        | 20 min 04 s 9 | 21   | 41 min 04 s 8 | +2 min 31 s 2 |
| 31                                  | 23      | Sadie Bjornsen              | États-Unis         | 19 min 56 s 8    | 22   | 35 s 9        | 20 min 37 s 0 | 36   | 41 min 09 s 7 | +2 min 36 s 1 |
| 32                                  | 36      | Elisa Brocard               | Italie             | 20 min 20 s 3    | 36   | 34 s 3        | 20 min 18 s 0 | 30   | 41 min 12 s 6 | +2 min 39 s 0 |
| 33                                  | 10      | Anne Kyllönen               | Finlande           | 19 min 30 s 3    | 11   | 35 s 7        | 20 min 12 s 9 | 47   | 41 min 18 s 9 | +2 min 45 s 3 |
| 34                                  | 56      | Kornelia Kubinska           | Pologne            | 20 min 23 s 5    | 39   | 35 s 2        | 20 min 20 s 7 | 31   | 41 min 19 s 4 | +2 min 45 s 8 |
| 35                                  | 17      | Stefanie Böhler             | Allemagne          | 20 min 00 s 8    | 26   | 39 s 5        | 20 min 39 s 7 | 37   | 41 min 20 s 0 | +2 min 46 s 4 |
| 36                                  | 43      | Petra Novaková              | République tchèque | 20 min 16 s 5    | 33   | 38 s 2        | 20 min 26 s 0 | 33   | 41 min 20 s 7 | +2 min 47 s 1 |
| 37                                  | 35      | Teresa Stadlober            | Autriche           | 20 min 35 s 7    | 42   | 38 s 6        | 20 min 24 s 5 | 32   | 41 min 38 s 8 | +3 min 05 s 2 |
| 38                                  | 28      | Anouk Faivre-Picon          | France             | 20 min 21 s 2    | 37   | 34 s 7        | 20 min 48 s 5 | 40   | 41 min 44 s 4 | +3 min 10 s 8 |
| 39                                  | 39      | Britta Johansson Norgren    | Suède              | 19 min 59 s 3    | 24   | 34 s 5        | 21 min 17 s 2 | 48   | 41 min 51 s 0 | +3 min 17 s 4 |
| 40                                  | 46      | Elena Kolomina              | Kazakhstan         | 20 min 27 s 8    | 41   | 39 s 9        | 20 min 44 s 5 | 38   | 41 min 52 s 2 | +3 min 18 s 6 |
| 41                                  | 61      | Anastassiya Slonova         | Kazakhstan         | 20 min 40 s 3    | 43   | 40 s 7        | 20 min 31 s 8 | 35   | 41 min 52 s 8 | +3 min 19 s 2 |
| 42                                  | 49      | Emily Nishikawa             | Canada             | 20 min 42 s 6    | 46   | 36 s 7        | 20 min 45 s 4 | 39   | 42 min 04 s 7 | +3 min 31 s 1 |
| 43                                  | 18      | Claudia Nystad              | Allemagne          | 20 min 40 s 7    | 44   | 36 s 1        | 20 min 52 s 0 | 42   | 42 min 08 s 8 | +3 min 35 s 2 |
| 44                                  | 47      | Virginia de Martin Topranin | Italie             | 20 min 19 s 8    | 35   | 38 s 0        | 21 min 19 s 8 | 42   | 42 min 17 s 6 | +3 min 44 s 0 |
| 45                                  | 55      | Agnieszka Szymanczak        | Pologne            | 20 min 42 s 9    | 47   | 36 s 3        | 21 min 03 s 1 | 45   | 42 min 22 s 3 | +3 min 48 s 7 |
| 46                                  | 22      | Katerina Smutna             | Autriche           | 20 min 14 s 2    | 30   | 36 s 9        | 21 min 41 s 7 | 53   | 42 min 32 s 8 | +3 min 59 s 2 |
| 47                                  | 34      | Holly Brooks                | États-Unis         | 20 min 22 s 3    | 38   | 37 s 1        | 21 min 34 s 6 | 50   | 42 min 34 s 0 | +4 min 00 s 4 |
| 48                                  | 44      | Maryna Antsybor             | Ukraine            | 21 min 06 s 1    | 49   | 34 s 5        | 21 min 01 s 9 | 44   | 42 min 42 s 5 | +4 min 08 s 9 |
| 49                                  | 52      | Kateryna Grygorenko         | Ukraine            | 21 min 11 s 6    | 50   | 34 s 3        | 21 min 01 s 2 | 43   | 42 min 47 s 2 | +4 min 13 s 6 |
| 50                                  | 51      | Li Hongxue                  | Chine              | 21 min 21 s 0    | 52   | 44 s 2        | 21 min 12 s 5 | 46   | 43 min 17 s 7 | +4 min 44 s 1 |
| 51                                  | 57      | Brittany Webster            | Canada             | 21 min 01 s 6    | 48   | 36 s 8        | 21 min 47 s 2 | 55   | 43 min 25 s 6 | +4 min 52 s 0 |
| 52                                  | 42      | Tetyana Antypenko           | Ukraine            | 21 min 19 s 5    | 51   | 39 s 2        | 21 min 41 s 6 | 52   | 43 min 40 s 3 | +5 min 06 s 7 |
| 53                                  | 40      | Alena Sannikova             | Biélorussie        | 21 min 46 s 4    | 55   | 36 s 3        | 21 min 47 s 0 | 54   | 44 min 09 s 7 | +5 min 36 s 1 |
| 54                                  | 54      | Lee Chae-Won                | Corée du Sud       | 22 min 41 s 1    | 59   | 44 s 8        | 20 min 51 s 3 | 41   | 44 min 17 s 2 | +5 min 43 s 6 |
| 55                                  | 45      | Amanda Ammar                | Canada             | 21 min 39 s 3    | 54   | 37 s 4        | 22 min 07 s 6 | 57   | 44 min 24 s 3 | +5 min 50 s 7 |
| 56                                  | 50      | Antoniya Grigorova          | Bulgarie           | 22 min 12 s 5    | 57   | 34 s 5        | 21 min 40 s 9 | 51   | 44 min 27 s 9 | +5 min 54 s 3 |
| 57                                  | 48      | Tatyana Ossipova            | Kazakhstan         | 21 min 31 s 3    | 53   | 41 s 8        | 22 min 15 s 9 | 58   | 44 min 29 s 0 | +5 min 55 s 4 |
| 58                                  | 53      | Klara Moravcová             | République tchèque | 22 min 00 s 9    | 56   | 42 s 7        | 21 min 57 s 2 | 56   | 44 min 40 s 8 | +6 min 07 s 2 |
| 59                                  | 58      | Vedrana Malec               | Croatie            | 22 min 23 s 2    | 58   | 38 s 8        | 22 min 50 s 1 | 59   | 45 min 52 s 1 | +7 min 18 s 5 |
| 60                                  | 60      | Timea Sara                  | Roumanie           | 22 min 54 s 0    | 60   | 38 s 5        | 23 min 10 s 5 | 60   | 46 min 43 s 0 | +8 min 09 s 4 |
| 61                                  | 59      | Kelime Çetinkaya            | Turquie            | 22 min 54 s 9    | 61   | 41 s 7        | 23 min 41 s 1 | 61   | 47 min 17 s 7 | +8 min 44 s 1 |